# Голованивский, Савва Евсеевич
Савва Евсеевич Головани́вский (укр. Сава Овсійович Голованівський; 16 [29] мая 1910, Елизаветградка, Херсонская губерния — 2 мая 1989, Киев) — советский, украинский поэт, драматург, писатель и переводчик.
Архив писателя хранится в Центральном государственном архиве-музее литературы и искусства в Киеве в фонде С. Е. Голованивского, а также в Российском государственном архиве литературы и искусства.

## Биография
Родился в семье работника сельской паровой мельницы. Родственники по отцовской линии были раввинами города Одессы. Получил традиционное еврейское воспитание. Владел латынью, немецким, английским и русским языками, знал иврит. С фронтов Первой Мировой войны отец вернулся в 1917 году, возобновил прежнюю работу. К 1921 году мельницы простаивали, отец нашёл работу в Новгородковке, а Голованивский пошёл в четвёртый класс местной семилетки, где был самым младшим среди учеников. В школе Голованивский начал писать стихи. В 1923 году на время школьных каникул отец определил его учеником машиниста в машинное отделение мельницы С 1926 года — член союза писателей «Молодняк».
В 1927 году Голованивский познакомился со своей будущей женой Екатериной Прокопчук, опубликовал первый сборник стихов «Кіньми залізними» и поступил в Одесский сельскохозяйственный институт, в котором учился до 1929 года.
В кафе «Фанкони» участвовал в группе литераторов во главе с В. А. Гадзинским, которые читали написанные за неделю стихи. На одной из встреч получил премию за самый короткий рифмованный текст для вывески кафе («Пирожные всевозможные») и познакомился с И. Э. Бабелем.
В 1929 году Голованивский перевёлся в Харьковский сельскохозяйственный институт, решение об этом принял вследствие впечатления от стихов и встречи с Владимиром Маяковским, которую в 1956 году описал в стихотворении «Встреча в Одессе», и Э. Г. Багрицким. В это же время опубликовал второй сборник стихов «Откровенно».

Маяковский расковал традиционный русский стих, наделив его беспредельной свободой. <…> Но простота эта мнимая. Парадоксальность выражений, виртуазность рифмовки, изобретательность, подчас полная неожиданность поворотов мысли закрывали строфу на «тайный замок», создавая для переводчика особые, нередко совершенно непреодолимые трудности.

В Харькове Голованивский отнёс стихи в журнал «Червонный шлях», где их напечатали.
В 1930 году на Международной конференции революционных писателей Голованивский познакомился с Мате Залка. Первая встреча с ним всегда казалась продолжением давнего знакомства Впоследствии Залке и Голованивские дружили домами. В 1966 году Голованивский описал эпизод из жизни, связанный с их дружбой, в воспоминаниях, опубликованных в 1985 году.
В 1933 на пленуме оргкомитета будущего Союза писателей Голованивский вновь встретился с Бабелем. В оргкомитете они работали вместе с Сосюрой, Микитенко, Диким, Пастернаком и др.
В 1934 году Голованивский стал делегатом Украины с решающим голосом Первого Всесоюзного съезда писателей, который провозгласил социалистический реализм главным идейно-художественным направлением писательского творчества.
В 1934 году театр «Березиль» поставил пьесу Голованивского «Смерть леди Грей», режиссёрскую группу возглавил Игнатович, хотя по факту пьесу поставил Курбас.
В 1939 году Голованивский в составе интернациональной группы советских писателей вместе с Головко и Первомайским, П. Антокольским, А. Безыменским, И. Абашидзе и К. Каладзе выступал на митингах и больших литературных вечерах. Во время войны Голованивский с Головко были на разных фронтах, но виделись в Москве, когда Антокольский закончил поэму «Сын».
В 1939 к юбилею Тараса Шевченко А. М. Бучма поставил спектакль по пьесе Голованивского «Судьба поэта» в театре им. Франко. Во время юбилейных торжеств, посвящённых Шевченко, Голованивский сопровождал группу грузинских и русских писателей в поездке по Украине вместе с А. Головко и Л. Первомайским: сначала по шевченковским местам, а потом на Полтавщину, где в Яреськах у Голованивского был загородный дом. Композитор и дирижёр В. Я. Йориш увидел в стихотворной драме Голованивского «Судьба поэта» готовое либретто и в 1940 году поставил оперу «Шевченко» в Киевском театре оперы и балета.
В 1939 году Голованивский много путешествовал по Украине; во время поездок сдружился с Павлом Антокольским, который уже после первого знакомства в 1934 году начал переводить стихи Голованивского на русский язык Антокольский отмечал взыскательность Голованивского по отношению к себе, реалистичность, разножанровость, объединяющая и стихи, и драмы, и романы, и публицистику и в 1978 году написал:

Как раз такая документальность и делает их явлением настоящей поэзии. Ибо, несмотря на возможную «собирательность» встающих из них образов, это публицистические очерки и свидетельства на суде, пока ещё так далёком до Нюрнбергского

### Великая Отечественная война
22 июня 1941 года Голованивский ушёл добровольцем на фронт в составе писательской группы. Боец действующей армии, работал военным корреспондентом. Его статьи на русском языке печатались в газетах «Известия», «Красная звезда», «Учительская газета», «Правда», «Литературная газета», «Труд», «Литература и искусство», «Комсомольская правда», в журналах «Знамя», «Красноармеец», «Работница», «Смена» и «Политпросветработа».
21 января в журнале «Красная звезда» опубликованы очерки Голованивского. Один из них Воениздат НКО СССР включил в сборник «Гвардейцы» серии «Библиотека красноармейца». В мае Союз советских писателей Украины в серии «Фронт и тыл» издал сборник рассказов Голованивского о войне «Мсти, воин», в него вошли «Мсти, воин», «Зуб за зуб», «Чайка», «По дороге на запад» и «Младший лейтенант Алкидов». В октябре Государственное издательство художественной литературы в Москве включило в сборник «Гневное слово. Украинская литература в ВОВ» его «Песню об Украине» в переводе Антокольского, «Комиссар» в переводе Зенкевича и «Песню о трёх и одной» в переводе Твардовского. К словам «Песня о моей Украине» композитор Илья Виленский сочинил музыку, её исполнили Мария Литвиненко-Вольгемут и Зоя Гайдай.
Получил серьёзное ранение в ногу; по дороге в медсанбат Евгений Долматовский, чтобы подбодрить Голованивского, сочинил четверостишье:

Привёз я бессмертного Савву

С разгромленной правой ногой,

Но он обещает на славу

Писать научиться другой.

В декабре Голованивский получил медаль «За оборону Сталинграда».
3 августа 1942 года И. С. Калядин, начальник политотдела 38-й армии в боевой характеристике «на писателя фронтовой газеты „Красная Армия“ тов. Голованивского» отметил у того преданность делу, способность вселять в массы высокий боевой дух, ранение в бою под селом Старый Салтов, помощь в работе над газетов «Сталинское знамя», помощь в редактировании «листовок для войск противника и населения временно оккупированных советских районов» и авторитет у личного состава частей армии.
В 1942 году Голованивский приезжал на несколько дней в Москву, где встретился с Ильей Эренбургом в редакции «Красной звезды». Эренбург, впечатлённый разговором с Голованивским отдал ему личный пистолет «Маузер»
В марте 1943 года издательство «Советский писатель» опубликовало сборник очерков и рассказов о войне «Вера в свою звезду». Газетно-книжное издательство обкома ВКП(б) тиражом 100 тыс. экземпляров в «Серии для громкой читки» издало брошюрки с фронтовой статьёй Голованивского «На запад идут батальоны!». В марте он получил Орден Красного Знамени за образцовое выполнение боевых заданий командования. В 1944 году Татгосиздат опубликовывал в сборнике стихов украинских поэтов в период ВОВ «Украина мстит!» «Песню о нашей Украине» в переводе Ф. А. Гарина.
В мае 1945 года Голованивский получил медаль «За победу над Германией в Великой Отечественной войне 1941—1945 гг».
Из воспоминаний Семена Жураховича:

Вместе прошли горькие и кровавые пути отступления. Навсегда в памяти день, когда мы с Бажаном посетили раненого Савву в военном госпитале под Воронежем. На Южном фронте (впоследствии он назван Четвёртым Украинским) мы с Саввой не раз бывали на передовой — не раз у подводников, у сапёров, на аэродромах у лётчиков. Попадали под артиллерийские налёты, под миномётный огонь. Нигде так не познаётся человек, как при обстоятельствах смертельной опасности. Не лихим хвастовством, показной храбростью, а выдержкой, умением затаить нервное напряжение, снять его остроумным словом, шуткой — вот что делало Савву надёжным товарищем в сложных ситуациях, выпавших на долю военных корреспондентов.

### Послевоенное время
9 марта 1949 года в Литературной газете в статье-докладе 12-го пленума ССП СССР автор Л. Д. Дмитерко в резкой форме критикует деятельность Е. Старинкевич, А. Гозенпуда, И. Стебуна, А. Кагана, М. Шелюбского, Е. Мартич-Финкельштейна, Л. Первомайского, Ю. Яновского, А. Борщаговского и С. Голованивского, называет их антипатриотической группой безродных космополитов. Голованивский, по мнению Дмитерко, «бросает ком грязи в лицо героического советского народа», написав в июне 1942 года стихотворение «Надежда», которое впоследствии перевела Маргарита Алигер, и стихотворение «Авраам», которое до сих пор не найдено.

Голованивский является автором открыто-враждебного советскому народу националистического стихотворения «Авраам». В этом стихотворении Голованивский возводит страшную, неслыханную клевету на советский народ и нагло врёт, будто бы советские люди — русские и украинцы — равнодушно отворачивались от старого еврея Авраама, которого немцы вели на расстрел по улицам Киева.

13 октября 1945 года в «Литературная газета» сообщалось о передаче первого тома «Чёрной книги» издательству «Дер Эмес». В создании очерков и обработке материалов участвовали многие советские писатели, включая Голованивского, который подготовил для издания свидетельства «Казнь в Мариуполе» (письмо Самуила Ароновича Белоуса, 1941) и «Гибель евреев Харькова. Воспоминания Нины Могилевской, жены рабочего-автогонщика» (1941). Тексты Голованивского в состав книги не вошли по политическим причинам, их опубликовали в 2015 году в «Неизвестной „Чёрной книге“» (сост.
И. А. Альтман).
После окончания войны Голованивский написал автобиографическую заметку «Коротко о себе», в которой критически оценивает довоенную литературу. Заметку напечатали в 1990 году в журнале «Слово і час», в ней автор писал: «Все мы написали много книг, которые не должны были быть написаны! Мы хлопали дверью жизненных и литературных школ, не закончив по-настоящему ни одной из них».
В 1947 году Голованивский руководил Бюро пропаганды литературы Союза писателей Украины. Организовал выступления Эренбурга в Киеве — вечера в опере, филармонии, рабочих клубах, встречи в помещении союза. Выступление Эренбурга в филармонии началось со скандала: молодой зритель громко спросил: «почему с нас дерут столько денег за билеты за ваше выступление?», после этого Эренбург отказался выступать до тех пор, пока директор филармонии не подтвердил, что половина стоимости билетов будет возвращена зрителям. Говорил Эренбург в тот вечер о цене слова писателя, о его значении и роли в жизни общества. Эренбург отвечал на многочисленные записки зрителей: они касались сторон политики, эстетики и простой житейской повседневности. Каверзный вопрос был относительно проблем, возникающих у писателя, работающего в литературе не «своей» национальности; Эренбург посоветовал, думая о корнях дерева, беспокоиться больше о том, какие оно даёт плоды.
В период 1948—1953 годов, во время борьбы с космополитизмом, Голованивский подвергался сёрьезной критике в газетах. Е. Короткова-Гроссман писала, что «Самым битым, постоянно и жестоко терзаемым в Киеве был Савва Голованивский».
В конце 1949 года члены Союза писателей Украины воспрепятствовали публикации на украинском языке повести Голованивского «Соседи», и тогда он обратился в московский «Октябрь», где её опубликовали на русском языке в № 2 в 1952 году. В 1949 году Юрий Ефимов, впоследствии оперно-симфонический дирижёр, наложил музыку на стихи Голованивского «Клёны» и посвятил композицию Нине Абрамовне Лебедевой. Ноты и текст для фортепиано и среднего голоса напечатал Музгиз. В 1951 году в Ленкоме поставили спектакль по пьесе Голованивского «Солнечная сторона».
В 1952 году Голованивский написал письмо Сталину с просьбой защитить от бесчестной критики и изъятия из печати стихов Тычины, Первомайского, романа Головко и собственной повести «Соседи»

### 1950—1970-е годы
В 1956 в Черновицком театре поставили спектакль по пьесе «Первый гром» (о революционерах-народовольцах). В 1957 году в Днепропетровском театре поставили пьесу «Катерина» (о украинском селе в период коллективизации).
В 1960 издательство «Известия» опубликовало книгу «Это касается всех», которая, в числе прочих, в 1962—1963 годах подверглась критике в рамках борьбы с формализмом и абстракционизмом В УССР после войны перестали ставить пьесы И. Кочерги, А. Головко, А. Копыленко, Ю. Яновского и С. Голованивского, хотя их продолжали ставить в театрах других республик СССР
В 1961 году Голованивский прочитал друзьям драму «Дальнее эхо» (о судьбе ребёнка, рождённого от насильника-оккупанта). Чиновники от литературы критиковали Голованивского за неправдоподобие сюжета. «Дальнее эхо» поставили в театрах Бухареста и Будапешта.
В 1965 году в журнале «Октябрь» на русском языке опубликован «Дорога над бездной» — первый том романа «Тополь на том берегу». В дальнейшем книга вышла в издательстве «Советский писатель». Роман написан в 1963—1964 годах на украинском языке; на русский язык его перевёл В. Д. Дудинцев.

Произведение С. Голованивского привлекает умело построенным сюжетом, читается с интересом, увлекательно. Однако напряженности действия писатель достигает не нагнетанием интригующих, «невероятных» коллизий, а тем, что он открывает нам духовный мир, святая святых людей, спасших мир от фашизма

В 1972 году опубликован второй том романа — «Корсунь», который написан в 1968—1971 годах на украинском языке; на русский язык его перевёл В. М. Россельс.
В конце 1970-х выпускница литературного института Элеонора Соловей опубликовала статью-исследование философской лирики Первомайского, которая понравилась Голованивскому, и он предложил издательству, чтобы та написала внутреннюю рецензию на его рукопись «Избранное» и предисловие к трёхтомнику. Зимой 1980 года Голованивский лично познакомился с Соловей и подружился с ней до конца жизни. После его смерти Соловей вместе с женой писателя занимались созданием комиссии по сохранению наследия Голованивского при Союзе писателей, они же собрали воспоминания современников о Савве, которые, однако, не были опубликованы. Рукопись воспоминаний хранится в архиве фонда Голованивского в Киеве. В 2014 году Соловей написала книгу «Притча про поэтов» с главой, посвящённой Голованивскому.

### Последние годы
В начале 1980-х годов Голованивский приступил к переводу на украинский язык Дон Жуана Байрона. Ежедневно он тратил около семи часов на работу с поэмой, пользовался не только оригиналом, но и русскими переводами. Строки 17-й, незавершённой песни Н. Я. Дьяконова перепечатывала для Саввы из британского академического издания.
Перевод был опубликован издательством «Дніпро» в 1985 году. В то время много писали о большом значении совершённого переводчиком труда и для украинской культуры, и для развития речи. В 1989 году Соломия Павлычко в своём исследовании жизни и творчества Байрона использовала только перевод Голованивского, много его цитировала. После смерти Голованивского в журнале «Всесвіті» Максим Стриха написал развёрнутую статью, в которой высоко оценил перевод Голованивского.

Помню, как Савва Евсеевич работал над переводом на украинский язык «Дон Жуана» Байрона. Эту огромную работу он выполнил за три года непрерывной ежедневной работы. Работа начиналась каждое утро ещё до завтрака и пока мать убирала дом (вся работа над «Дон Жуаном» шла на даче в Конче Озёрной), готовила утренний кофе и поджаривала хлеб, на втором этаже, где располагался рабочий кабинет Саввы Евсеевича, стояла тишина, время от времени нарушалась недолгим цоканьем печатной машинки, после чего снова устанавливалась тишина. Иногда можно было услышать среди этой тишины громкий хохот Саввы Евсеевича — когда какая-то строка Байрона в украинской версии выходила особенно удачной и остроумной. Тогда Савва Евсеевич кричал сверху: «Катя! Костя! Вот послушайте…» и читал эти строки, наслаждаясь собственной работой. Он был похож в эти минуты на мастера (которых теперь уже нет), что, закончив какую-то работу или её часть, с наслаждением и тщательностью рассматривал со всех сторон своё изделие, пыхтя трубкой. Приятно было смотреть на него, счастливого своим трудом. Не всё сразу удавалось, не всегда приходило нужное слово, или какое-то было слишком длинным или коротким. Он мог несколько дней заниматься одной-единственной строкой, одним-единственным словом и не успокаивался, пока не находил того, что искал. Вообще Савва Евсеевич не признавал никакой халтуры, особенно в поэзии. Он считал, что настоящая поэзия не может быть написана как-нибудь, должна иметь безупречную форму и презирал авторов, которые «печатают черновики». Работа над «Дон Жуаном» забрала все силы Саввы Евсеевича, она оказалась слишком затратной чисто физически и после её окончания стало ясно, что здоровье Саввы Евсеевича подорвано. Вскоре после окончания этой работы с ним случился первый инфаркт.
— Константин Голованивский, 1990
В 2001 году издательство «Фоліо» переиздало перевод в серии «Библиотека мировой литературы».
В конце 1980-х Голованивский предложил издательству «Дніпро» опубликовать давно написанную повесть «Страх», но ему отказали. Рукопись повести находится в фонде поэта в Киеве.
Умер 2 мая 1989 года от болезней сердца. Похоронен на Байковом кладбище вместе с женой.

## Семья
Жена — Екатерина Трофимовна Голованивская (урожд. Прокопчук; 1909, село Фурмановка — 2000).
В браке родился сын — Константин Саввич Голованивский (1936—1996) — физик-ядерщик, доктор физико-математических наук профессор. В Москве создал лабораторию физики плазмы, участвовал в ликвидации последствий Чернобыльской аварии. Похоронен под Парижем на русском кладбище Сент-Женевьев-де-Буа. В 1970 году Голованивский-старший написал «Повесть о сыне», на русский язык её перевёл Яков Хелемский. Сын оставил воспоминания об отце, рукопись находится в архиве-музее литературы и искусства в Киеве в фонде С. Е. Голованивского.
Из письма Голованивского Юрию Олеше известно, что в конце 1939 или начале 1940 года в семье Голованивских родилась двойня, но дети умерли в раннем детстве.
Внуки — Мария, Тарас, Екатерина. Правнуки — Денис, Макс и др.

## Основные работы

### Пьесы
- сборник стихов — «Железными лошадьми» («укр. Кіньми залізними», Кировоград, 1927)
- пьеса «Смерть леди Грей» (1934)
- пьеса «Судьба поэта» («укр. Поетова доля», 1939)
- пьеса «Солнечная сторона» (1952)
- пьеса «Первый гром» (1957)
- пьеса «Дальняя луна» (1959)

### Романы
- «Мой друг Иван» (1945)
- «Мир этому дому» (1966)
- «Тополь на том берегу» (1965)
- «Корсунь» (1972)

### Повести
- «Бой за южное солнце» (1944)
- «Подвиг под обрывом» (первый вариант, 1945; второй вариант, 1946; третий вариант, 1977)
- «Соседи» (1949)
- «Дружная семья» (1949)
- «Страх» (первый вариант, 1949; второй вариант, 1973—1987)
- «Судьба на двоих» (1975)
- «Смех»
- «Степная лазурь»

### Сценарии и киносценарии
- «Мате Залка — человек с чистой совестью» (1958)
- «Дорога домой» (1958)
- Текст к документальному фильму о Л. С. Первомайском
- Сценарий музыкальной передачи по радио про Запорожье и ДнепроГЭС

### Переводы
- «О Владимире Ильиче, мужике и паре сапог» Егише́ Чаре́нца (1924)
- поэма «Владимир Ильич Ленин» Маяковского В. В. (1924)
- поэма «Во весь голос» Маяковского В. В. (1924)
- «Ну, скажiть -бо» Мажита Гафури (1932)
- «Рим», «Муха», «Я та осiнь» Осипа Мандельштама (1937)
- отдельные стихи грузинских поэтов Алио Мушашвили Ильи Чавчавадзе (1937)
- частушки с итальянского, русского, венгерского и чешских языков (1939—1967)
- «Госпожа забота», «Гастингское поле», «Рампсинит» Генриха Гейне (1942)
- «Баллада про королеву горечь» Стефана Хермлин (1942)
- «Химерна людина» Михаила Лермонтова (1946)
- «Рюи Блаз» Виктора Гюго (1948)
- «Тому, кто будет сидеть в тюрьме» Назыма Хикмета (1949)
- «Дети солнца» Максима Горького (1949)
- «Друг» Маргариты Алигер (1949)
- «Балтийское небо» Корнея Чуковского (1955)
- поэма «Марина», «дух Пушкина», «Жена» и др. Андрея Сладковича (1958)
- стихотворения «Возле памятника Я.Коласу», «Брат и сестра», «В осеннем лесу» Петра Бровка, Антона Белевича, Максима Танка (1974)
- «Бiдакова сорочка»,"Стежка" Альфреда Теннисона (1978)
- «Дон Жуан» Джорджа Байрона (1981—1983)
- «Аксель» Эсайаса Тегнера (1985)
- «В май 1945» Ильи Эренбурга
- «Предостережение» Генри Лонгфелло
- «Рыцарь на час» Николая Некрасова
- «Поэт и гражданин» Николая Некрасова
- «Новая песнь любви Сталинграду» Пабло Неруды
- «Полтава» Александра Пушкина
- «Мирна весна» Эно Рауда
- «Микеланджело» Пьеро Содерини
- «Цветы Польши» Юлиана Тувим

Перевёл на украинский язык произведения Генриха Белля.